# Medalla de la Pau de les Nacions Unides
La Medalla per la Pau de les Nacions Unides és una medalla commemorativa produïda per les Nacions Unides per promoure la pau. Fabricada per primera vegada per Franklin Mint el 1971, se'n produeix un nou disseny anualment, amb edicions limitades que es venen en or, plata i bronze. Els oficials de les Nacions Unides poden presentar formalment medalles d'or com a regal diplomàtic als caps d'Estat, als exsecretaris generals de l'ONU i als dignataris que visiten la seu de les Nacions Unides.
| Date                | Name(s)                                   | Notes | Refs          |
| ------------------- | ----------------------------------------- | --- | ------------- |
| 24 d'agost de 1971  | Alfred Worden, David Scott, i James Irwin | U Thant la lliurà als astronautes de l'Apollo 15, que foren els primers a rebre-la                                                                               | [ 1 ] [ 5 ]   |
| 24 d'ctubre de 1971 | Pau Casals i W. H. Auden                  | Lliurada per U Thant per compondre la música i text de l'Himne a les Nacions Unides                                                                              | [ 6 ]         |
| 1971                | Norman Cousins                            | | [ 7 ]         |
| 2 February 1972     | Haile Selassie                            | | [ 8 ]         |
| 1972                | Kathleen D'Olier Courtney                 | | [ 9 ]         |
| 1975                | Ada Norris                                | | [ 10 ]        |
| 26 d'abril de 1976  | Carles XVI Gustau de Suècia               | | [ 11 ]        |
| 6 February 1977     | Rei Khalid d'Aràbia Saudita               | Lliurada per Kurt Waldheim "per la seva significant contribució a la pau internacional"                                                                          | [ 12 ]        |
| Setembre 1977       | Leonid Brezhnev                           | Lliurada per Kurt Waldheim a Moscou "en reconeixement de les seves considerables i fructíferes activitats a favor de la pau universal i la seguretat de la gent" | [ 13 ]        |
| 1978                | Obert C. Tanner                           | | [ 14 ]        |
| 1978                | Bee Gees                                  | Per una gravació titulada “Music for UNICEF”, els beneficis de la qual foren donats a UNICEF                                                                     | [ 15 ]        |
| 1979                | Nobusuke Kishi                            | | [ 16 ]        |
| 1979                | Estefania Aldaba-Lim                      | Lliurada per Kurt Waldheim. Cap de la comissió internacional per a la pau de la UNESCO                                                                           | [ 17 ]        |
| 1980                | Maurice Kendall                           | Pel seu treball a World Fertility Survey | [ 18 ]        |
| 4 Setembre 1981     | Carlos Romulo                             | Lliurada per Kurt Waldheim | [ 19 ]        |
| 27 January 1982     | Kurt Waldheim                             | Lliurada per Javier Pérez de Cuéllar al seu predecessor com a secretari general                                                                                  | [ 20 ]        |
| 7 May 1982          | Ryōichi Sasakawa                          | | [ 21 ] [ 22 ] |
| 17 September 1982   | Steven Spielberg                          | Lliurada perJavier Pérez de Cuéllar després d'una projecció del film ET, l'extraterrestre a l'ONU                                                                | [ 23 ]        |
| 8 August 1983       | Daisaku Ikeda                             | President honorari de Soka Gakkai. |               |
| 1984                | Dadi Prakashmani                          | Lliurada per Javier Pérez de Cuéllar al cap administratiu de Brahma Kumaris en una conferència d'ONG                                                             | [ 24 ] [ 25 ] |
| 1985                | Jiddu Krishnamurti                        | | [ 26 ]        |
| 1985                | Firdaus Kharas                            | Lliurada perJavier Perez de Cuellar per les contribucions l'ONU                                                                                                  | [ 27 ]        |
| 24 October 1985     | Ken Kragen                                | Lliurada per Phyllis Kraminsky a Washington, D.C., per produir We Are The World                                                                                  | [ 28 ]        |
| 1986                | Eric Bogle                                | | [ 29 ]        |
| 1986                | Allen Weinstein                           | Pel seu "extraordinari esforç per a promoure la pau, diàleg i eleccions lliures en diverses parts del món"                                                       | [ 30 ]        |
| 28 September 1987   | Bill Cosby                                | Lliurada per Javier Pérez de Cuéllar, pel seu a ctivisme anti-apartheid                                                                                          | [ 31 ]        |
| 17 March 1992       | Javier Pérez de Cuéllar                   | Lliurada per Boutros Boutros-Ghali al seu predecessor com a secretari general de l'ONU                                                                           | [ 32 ]        |
| 7 December 2010     | Lim Hyung-joo                             | Per un concert a Carnegie Hall per aconseguir fons per a beques per a descendents dels veterans de la Guerra de Corea                                            | [ 33 ]        |